# Delegação de Ogum na Assembleia Nacional da Nigéria
A delegação de Ogum na Assembleia Nacional da Nigéria compreende três Senadores, representando Ogum Leste, Ogum Central, e Ogum Oeste, e nove Representantes, representando Ijebu Odé/Odobolu/Ijebu Nordeste, Remo, Abeocutá Sul, Abeocutá Norte, Ebadó Sul e Ipoquiá, Ogum Leste, Imecô Afom/Ieuá Norte, Adô-Odô/Otá, Ifô/Euecorô.

## Quarta República

### O 4º Parlamento (1999 - 2003)
|               |                         |         |                                  |           |
| Cargo         | Nome                    | Partido | Eleitorado                       | Período   |
|               |                         |         |                                  |           |
| Senador       | Durojaiye Olabiyi       | AD      | Ogum Leste                       | 1999–2003 |
| Senador       | Okurounmu Femi          | AD      | Ogum Central                     | 1999–2003 |
| Senador       | Olabimtan Afolabi       | AD      | Ogum Oeste                       | 1999–2003 |
|               |                         |         |                                  |           |
| Representante | Adedeji Amusa Suraj     | AD      | Ijebu Odé/Odobolu/Ijebu Nordeste | 1999–2003 |
| Representante | Babatunde Olokun        | AD      | Remo                             | 1999–2003 |
| Representante | Laosihe Abraham Lanare  | AD      | Abeocutá Sul                     | 1999–2003 |
| Representante | Mustapha Olabode        | AD      | Abeocutá Norte                   | 1999–2003 |
| Representante | Odutan Kamaorun Alabi   | AD      | Ebadó Sul e Ipoquiá              | 1999–2003 |
| Representante | Onadeko Onamusi         | AD      | Ogum Leste                       | 1999–2003 |
| Representante | Owolabi Ashamu Ola      | AD      | Imecô Afom/Ieuá Norte            | 1999–2003 |
| Representante | Rasheed Babawale Remi   | AD      | Adô-Odô/Otá                      | 1999–2003 |
| Representante | Sowande Abayomi Collins | AD      | Ifo/Euecorô                      | 1999–2003 |